# アプトン郡 (テキサス州)
アプトン郡（アプトンぐん、英: Upton County）は、アメリカ合衆国テキサス州の西部、エドワーズ高原に位置する郡である。2010年国勢調査での人口は3,355人であり、2000年の3,404人から1.4%減少した。郡庁所在地はランキン市（人口778人）であり、同郡で人口最大の町はマッカミー市（人口1,887人）である。アプトン郡は1887年に設立され、郡名は共に南軍の大佐だったジョン・Cとウィリアム・Fのアプトン兄弟に因んで名付けられた。

## 歴史

### インディアン
アプトン郡となった地域の最初の住人はインディアンだった。後に入ってきた部族としてはコマンチ族やアパッチ族がいた。

### 道
この地域を抜けて人々を導いた最初のルートはチワワ・トレイルであり、メキシコのチワワ州とニューメキシコ州サンタフェを繋ぐものだった。この道は遊牧型インディアン部族やスパニアードの交易の道として、またメキシコやテキサス双方からの交易者の道として使われた。
1858年から1861年、バターフィールド陸路郵便がこの地域を通過する道を開いた。
1866年から1888年にはカウボーイが牛を追って、グッドナイト・ラビング・トレイルを開いた。この道はヤング郡に始まり、ペコス川に沿ってニューメキシコ州フォートサムナーを通り、コロラド州を経てワイオミング州シャイアンに至った。

### 郡の成立と成長
1887年、アプトン郡はトムグリーン郡の一部から設立された。郡名はテネシー州出身のジョン・Cとウィリアム・Fのアプトン兄弟に因んで名付けられた。1880年牛飼いのジョージ・エリオットがアプトン郡に最初に家産を持った者になった。初めは広大な空地だった地域が1890年代までには羊飼いに共有された。1890年の国勢調査では郡人口52人、1900年では48人に過ぎなかった。これらの人々の大半が3つの家族の一員か、その雇い人だった。農業は牛や羊の牧畜業に遅れを取っていた。1882年、アプトン郡の土地の92%は農場か牧場だったが、1%未満が上等の農地と見なされ、2%のみが耕されていた。1911年秋、カンザスシティ・メキシコ・アンド・オリエント・オブ・テキサス鉄道がランキンまで開通し、1912年1月までに郡住民の大半がランキンに移住した。

### 石油
1925年9月、石油掘削師ジョージ・マッカミーのベイカー1号油井がマッカミー油田の始まりとなり、マッカミーの町ができて、郡内に石油ブームをもたらした。クロケット郡やペコス郡のイェーツ油田がランキンの町を豊かにし、ランキンは物資補給とサービスの町として栄えた。その結果で得られた利得によりランキンの町のインフラ整備が進んだ。1946年、マイク・ベネダムがアプトン郡で石油試掘を始め、後にベネダム油田と呼ばれるものの始まりとなった。1961年、ウェア1号油井が掘り当てられ、アプトン郡は州内でも傑出した石油生産地域として生き残った。

## 地理
アメリカ合衆国国勢調査局に拠れば、郡域全面積は1,242平方マイル (3,217 km2)であり、このうち陸地1,242平方マイル (3,217 km2)、水域は0平方マイル (0 km2)で水域率は0.01%である。石油埋蔵量ではアメリカ合衆国の中で第3位の油田であるスプラベリー・トレンドが、郡内の多くの場所に入っている。

### 主要高規格道路
- アメリカ国道67号線
- アメリカ国道385号線
- テキサス州道329号線
- テキサス州道349号線

### 隣接する郡
- ミッドランド郡 - 北
- リーガン郡 - 東
- クロケット郡 - 南
- クレーン郡 - 西
- エクター郡 - 北西

## 人口動態
以下は2000年の国勢調査による人口統計データである。
| 基礎データ - 人口: 3,404人 - 世帯数: 1,256 世帯 - 家族数: 934 家族 - 人口密度: 1人/km2（3人/mi2） - 住居数: 1,609軒 - 住居密度: 0軒/km2（1軒/mi2） 人種別人口構成 - 白人: 77.79% - アフリカン・アメリカン: 1.62% - ネイティブ・アメリカン: 1.20% - アジア人: 0.03% - 太平洋諸島系: 0.06% - その他の人種: 17.95% - 混血: 1.35% - ヒスパニック・ラテン系: 42.57% 年齢別人口構成 - 18歳未満: 29.3% - 18-24歳: 7.9% - 25-44歳: 24.9% - 45-64歳: 23.8% - 65歳以上: 14.2% - 年齢の中央値: 38歳 - 性比（女性100人あたり男性の人口） - 総人口: 95.9 - 18歳以上: 93.3 | 世帯と家族（対世帯数） - 18歳未満の子供がいる: 36.3% - 結婚・同居している夫婦: 61.1% - 未婚・離婚・死別女性が世帯主: 9.1% - 非家族世帯: 25.6% - 単身世帯: 23.5% - 65歳以上の老人1人暮らし: 12.2% - 平均構成人数 - 世帯: 2.68人 - 家族: 3.19人 収入と家計 - 収入の中央値 - 世帯: 28,977米ドル - 家族: 37,083米ドル - 性別 - 男性: 30,729米ドル - 女性: 18,750米ドル - 人口1人あたり収入: 14,274米ドル - 貧困線以下 - 対人口: 19.9% - 対家族数: 18.1% - 18歳未満: 26.6% - 65歳以上: 13.5% |

## 都市と町
- マッカミー
- ミッドキフ、未編入の町
- ランキン - 郡庁所在地